# Sobretensión permanente
Las sobretensiones permanentes son aumentos de tensión de decenas de voltios durante un período de tiempo indeterminado debido a la descompensación de las fases normalmente causada por la rotura del neutro. La rotura de neutro provoca una descompensación en las tensiones simples, lo que produce en los receptores reducción de vida útil, destrucción inmediata e incluso incendios.

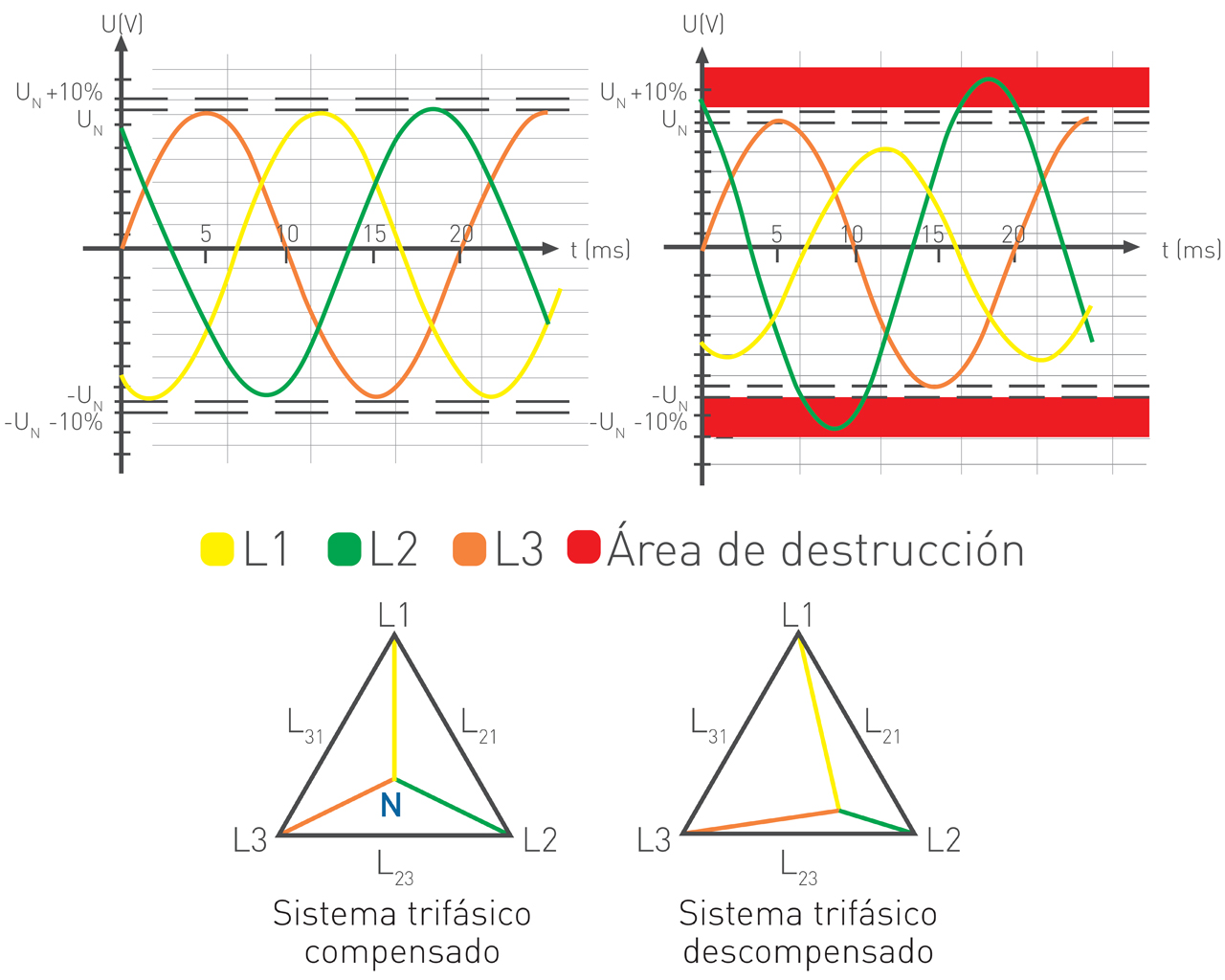
Gráfica de una sobretensión permanente. Si la totalidad o parte de nuestra instalación es monofásica y está conectada en la fase L2, los equipos conectados a ella se destruirán (zona marcada en rojo).

## ¿Cómo proteger contra sobretensiones permanentes?

### Funcionamiento del protector
Desde el punto de vista de la alimentación, la red de suministro eléctrico está formada por un sistema trifásico de tres fases compensadas. Se utiliza un cuarto conductor llamado Neutro para la compensación o como punto común para los dispositivos conectados a la red de suministro.
Al perder por accidente el conductor de neutro o compensador, se produce una bajada de tensión en las fases donde hay más cargas conectadas, y un aumento de tensión por encima de la soportada en la fase donde hay menos cargas conectadas.
La protección contra sobretensiones permanentes requiere un sistema distinto de protección del empleado en las transitorias. En vez de derivar a tierra para evitar el exceso de tensión, es necesario desconectar la instalación de la red eléctrica para evitar que llegue la sobretensión a los equipos.

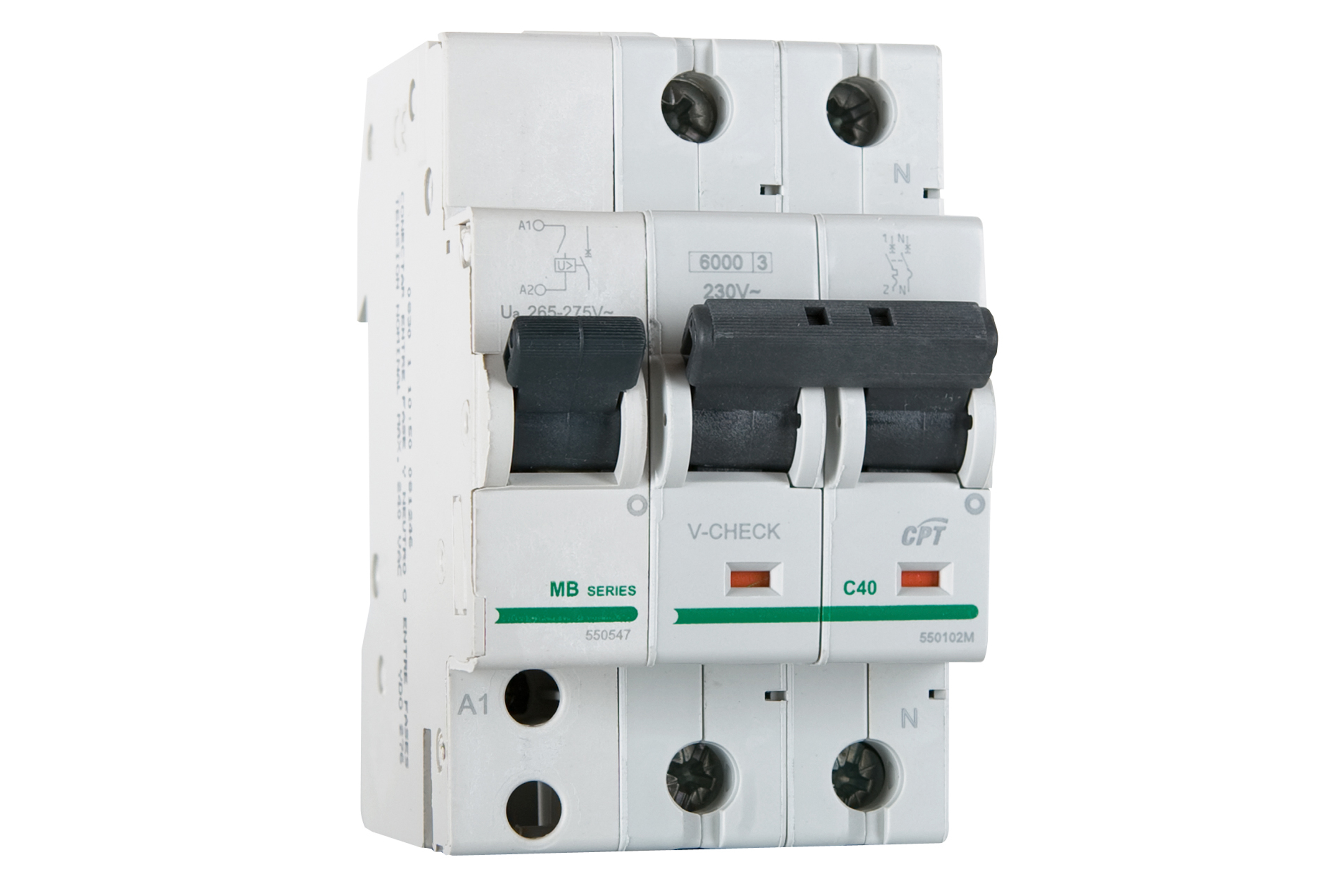
Protector contra sobretensiones permanentes. Los protectores contra sobretensiones permanentes pueden ser monofásicos (P+N) o trifásicos (3P+N), con actuación sobre magnetotérmico y pueden incluir o no el IGA.

En las instalaciones eléctricas, las líneas de la red de distribución de energía eléctrica y la red de telefonía son las más propensas a sufrir sobretensiones, ya que tienen grandes tiradas de cables fuera de edificios, formando una malla de interconexión entre todas las instalaciones.

#### ¿Por qué proteger?
Las sobretensiones permanentes son aumentos de tensión superior al 10% de la tensión nominal y duración indeterminada. La alimentación de equipos con una tensión superior a aquella para la que han sido diseñados puede generar:
- Sobrecalentamiento de los equipos.
- Reducción de la vida útil.
- Incendios.
- Destrucción de los equipos.
- Interrupción del servicio.

El uso de estos protectores es indispensable en áreas donde se dan fluctuaciones del valor de tensión de la red.

#### Normativa sobre sobretensiones permanentes
Según el artículo 16.3 del REBT 2002, "los sistemas de protección para las instalaciones interiores o receptoras para baja tensión impedirán los efectos de las sobreintensidades y sobretensiones que por distintas causas cabe prever en las mismas y resguardarán a sus materiales y equipos de las acciones y efectos de los agentes externos.
En determinadas zonas, el uso de dispositivos de protección contra sobretensiones, tanto permanentes como transitorias, es obligatorio de acuerdo con las normas técnicas particulares de las compañías eléctricas. Estas refuerzan el cumplimiento del artículo 16.3 del REBT 2002 incidiendo en la obligación de la instalación de protectores contra sobretensiones permanentes.